# ساوانه اکسپرس
ساوانه اکسپرس (به انگلیسی: Savannah Express) یک کشتی است که طول آن ۳۳۲ متر (۱٬۰۸۹ فوت) می‌باشد. این کشتی در سال ۲۰۰۵ ساخته شد.